# Сілт (Колорадо)
Сілт (англ. Silt) — місто (англ. town) в США, в окрузі Гарфілд штату Колорадо. Населення — 3536 осіб (2020).

## Географія
Сліт розташований за координатами 39°32′58″ пн. ш. 107°39′7″ зх. д. / 39.54944° пн. ш. 107.65194° зх. д. (39.549338, -107.652013).  За даними Бюро перепису населення США в 2010 році місто мало площу 3,79 км², з яких 3,74 км² — суходіл та 0,06 км² — водойми. В 2017 році площа становила 4,50 км², з яких 4,38 км² — суходіл та 0,12 км² — водойми.

### Клімат
| Клімат : Сілт         | Клімат : Сілт | Клімат : Сілт | Клімат : Сілт | Клімат : Сілт | Клімат : Сілт | Клімат : Сілт | Клімат : Сілт | Клімат : Сілт | Клімат : Сілт | Клімат : Сілт | Клімат : Сілт | Клімат : Сілт | Клімат : Сілт |
| Показник              | Січ.          | Лют.          | Бер.          | Квіт.         | Трав.         | Черв.         | Лип.          | Серп.         | Вер.          | Жовт.         | Лист.         | Груд.         | Рік           |
| Середній максимум, °C | 2,8           | 6,7           | 12,2          | 17,8          | 23,3          | 28,9          | 32,2          | 31,1          | 26,1          | 19,4          | 10,6          | 3,9           | 17,8          |
| Середній мінімум, °C  | −12,8         | −8,3          | −4,4          | −0,6          | 3,9           | 7,2           | 11,1          | 10,0          | 5,0           | −0,6          | −6,1          | −11,1         | −0,6          |
| Норма опадів, мм      | 23            | 20            | 23            | 25            | 25            | 18            | 25            | 28            | 28            | 30            | 23            | 23            | 295           |
| --------------------- | ------------- | ------------- | ------------- | ------------- | ------------- | ------------- | ------------- | ------------- | ------------- | ------------- | ------------- | ------------- | ------------- |
| Джерело: Weatherbase  |               |               |               |               |               |               |               |               |               |               |               |               |               |

## Демографія
Згідно з переписом 2010 року, у місті мешкало 2930 осіб у 986 домогосподарствах у складі 761 родини. Густота населення становила 772 особи/км².  Було 1077 помешкань (284/км²).
Расовий склад населення:
| - 82,2 % — білих - 0,9 % — корінних американців - 0,7 % — азіатів - 0,3 % — чорних або афроамериканців - 0,1 % — вихідців з тихоокеанських островів - 13,1 % — осіб інших рас |

До двох чи більше рас належало 2,8 %. Частка іспаномовних становила 29,8 % від усіх жителів.
За віковим діапазоном населення розподілялося таким чином: 32,9 % — особи молодші 18 років, 61,9 % — особи у віці 18—64 років, 5,2 % — особи у віці 65 років та старші. Медіана віку мешканця становила 31,2 року. На 100 осіб жіночої статі у місті припадало 104,3 чоловіків;  на 100 жінок у віці від 18 років та старших — 105,3 чоловіків також старших 18 років.
Середній дохід на одне домашнє господарство  становив 64 481 долар США (медіана — 56 268), а середній дохід на одну сім'ю — 63 622 долари (медіана — 56 016). Медіана доходів становила 38 281 долар для чоловіків та 33 929 доларів для жінок. За межею бідності перебувало 15,8 % осіб, у тому числі 20,5 % дітей у віці до 18 років та 13,2 % осіб у віці 65 років та старших.
Цивільне працевлаштоване населення становило 1554 особи. Основні галузі зайнятості: освіта, охорона здоров'я та соціальна допомога — 19,9 %, роздрібна торгівля — 17,4 %, будівництво — 10,4 %, сільське господарство, лісництво, риболовля — 8,0 %.